# Bugewitz
Bugewitz est une municipalité allemande du land de Mecklembourg-Poméranie-Occidentale et l'arrondissement de Poméranie-Occidentale-Greifswald.

## Personnalités liées à la ville
- Christoph Wilhelm von Kalckstein (1682-1759), maréchal donnant son nom au village de Kalkstein